# 1986年6月逝世人物列表
1986年逝世人物列表：1月 - 2月 - 3月 - 4月 - 5月 - 6月 - 7月 - 8月 - 9月 - 10月 - 11月 - 12月
1986年6月逝世人物列表，是用于汇总1986年6月期间逝世人物的列表。

## 依日期排序

### 1日
- 瑪格麗特·布萊克伍德，77歲，澳大利亞植物學家和遺傳學家。
- 埃默里·布拉格登（Emery Blagdon），78歲，美國藝術家。
- 喬·加特納（Jo Gartner），32歲，奧地利賽車手，賽車事故。
- 亞歷克斯·戈加爾（Alex Gorgal），86歲，波蘭出生的美式足球運動員。
- 曼努埃爾·古維亞，62歲，葡萄牙奧林匹克體操運動員（1952年）。
- 恩斯特·哈克（Ernst Hack），39歲，奧地利奧運會摔跤手（1972年）。
- 梅森·霍芬伯格（Mason Hoffenberg），63歲，美國作家，肺癌。[1]
- 弗洛德·詹森（Floyd Johnson），85歲，美國拳擊手。
- Anděla Kozáková-Jírová，89歲，捷克律師。
- 赫歇爾·萊維特（Herschel Levit），74歲，美國藝術家。
- 魯道夫·索內伯恩（Rudolf Sonneborn），87歲，美國石油高管。[2]
- George G. Tapper，69歲，美國政治家，佛羅里達州眾議院（1947-1951）和參議院（1953-1956,1965）議員。
- Charles F. Wennerstrum，96歲，美國法學家。[3]
- 埃德蒙·伍德（Edmund Wood），83歲，英國足球運動員。

### 2日
- 斯坦利·科爾辛（Stanley Corrsin），66歲，美國物理學家。
- T. S. Durairaj，75歲，印度電影製片人。
- 吉米·格拉夫頓（Jimmy Grafton），70歲，英國編劇和戲劇經紀人。
- 哈特曼·格拉瑟（Hartmann Grasser），71歲，德國飛行王牌。
- Arthur Hoérée，89歲，比利時音樂學家。
- Aurèle Joliat，84歲，加拿大冰球運動員。[4]
- Lya Lys，78歲，德國出生的美國女演員，心力衰竭。
- Fay Marbe，87歲，美國女演員。
- 溫德爾·米德（Wendell H. Meade），74歲，美國政治家，美國眾議院議員（1947-1949）。
- Nanha，43歲，巴基斯坦演員和喜劇演員，槍殺自殺。
- 弗蘭克·厄普徹奇（Frank D. Upchurch），92歲，美國政治家，佛羅里達州參議院議員（1943年）。
- 彼得·威爾遜，79歲，紐西蘭板球運動員。

### 3日
- 泰德·班克（Ted Bank），88歲，美式橄欖球運動員和教練。
- 阿洛伊斯·比吉魯姆瓦米（Aloys Bigirumwami），81歲，盧安達羅馬天主教主教。
- 科林·英格利奇（Colin English），90歲，美國學術行政人員。
- 約翰·吉爾摩（John Gilmour），79歲，英國植物學家。
- 格蕾絲·溫德姆·戈爾迪（Grace Wyndham Goldie），86歲，英國電視製片人。
- Robert La Tourneaux，45歲，美國演員，愛滋病。
- 馬克斯·蒙克（Max Munk），95歲，德裔美國航空航天工程師。
- 安娜·奈格爾夫人，81歲，英國女演員。[5]
- 路易·德·沃蒂·牛頓（Louie De Votie Newton），94歲，美國浸信會領袖。
- 傑克·奧裡森，76歲，美國演員和編劇。
- 邁克爾·泰勒（Michael Taylor），59歲，美國室內設計師。[6]
- 弗蘭斯·范德塞爾，75歲，比利時足球運動員。
- 派特裡夏·惠爾（Patricia Wheel），60歲，美國女演員。[7]

### 4日
- 弗雷德里克·昌西（Frederick Chauncy），81歲，英國奧運會跨欄運動員（1928年）。
- 海倫·加德納夫人，78歲，英國文學評論家。
- 查理斯·哈裡森，71歲，澳大利亞政治家。
- 艾哈邁德·賽義德·卡茲米（Ahmad Saeed Kazmi），73歲，巴基斯坦伊斯蘭學者。
- 湯姆·李，66歲，美國政治家，新墨西哥州參議院議員（1967-1978）。
- 弗拉達斯·米耶澤利斯，91歲，蘇聯立陶宛將軍。
- 克利福德·莫裡森，89歲，英國演員。
- Len Scott，79歲，紐西蘭橄欖球運動員。
- 保羅·史蒂文斯，65歲，美國演員，肺炎。[8]

### 5日
- 多莉·阿克斯（Dolly Akers），85歲，美國政治家。
- 約翰·弗朗西斯·班農，80-81歲，美國歷史學家。
- 約翰·貝文，38歲，威爾士橄欖球運動員，癌症。
- 范妮·巴斯（Fanny Buss），76歲，紐西蘭時裝設計師。
- 羅伯特·迪伯納多（Robert DiBernardo），49歲，美國黑幫（甘比諾犯罪家族），被槍殺。
- 布莱恩·格兰特（Bryan Grant），76歲，美國網球運動員。[9]
- 赫爾穆特·葛籣斯基（Helmut Grunsky），81歲，德國數學家。
- 西比爾·甘迺迪（Sybil Kennedy），86歲，加拿大雕塑家。
- 亞歷山大·利普曼-凱塞爾（Alexander Lipmann-Kessel），71歲，南非外科醫生。
- 亨利·蜜雪兒，79歲，法國歷史學家。
- 多哥·米茲拉希，85歲，埃及演員和電影製片人。
- 喬·穆裡根（Joe Mulligan），72歲，美國棒球運動員。
- 安多爾·奧諾迪，65歲，匈牙利足球運動員和經理。
- 亞瑟·平克（Arthur Pink），85歲，澳大利亞足球運動員。
- 厄尼·羅德里克（Ernie Roderick），72歲，英國拳擊手。
- 麗莎·烏爾里希（Lisa Ullrich），85歲，德國政治家。
- 傑西·溫特斯（Jesse Winters），92歲，美國棒球運動員。

### 6日
- 約翰·卡邁克爾，83歲，美國體育記者。
- 喬治·法齊奧，73歲，美國高爾夫球手。[10]
- 約瑟夫·菲舍爾，77歲，盧森堡足球運動員。
- 鄧尼斯·格蘭傑（Dennis Grainger），66歲，英國足球運動員。
- 佩特魯斯·雨果，68歲，南非飛行王牌。
- Masti Venkatesha Iyengar，95歲，印度作家。
- 威廉·喬恩特（William Joynt），97歲，澳大利亞作家。
- 瓦倫丁·雷奇梅丁（Valentyn Rechmedin），70歲，蘇聯烏克蘭記者。
- 迪克·羅（Dick Rowe），64歲，英國唱片製作人。
- 亨利·納什·史密斯，79歲，美國文學學者。
- 羅伯特·斯圖爾特，77歲，阿根廷板球運動員。
- 約翰尼·托蘭（Johnnie Tolan），68歲，美國賽車手。
- 拉蒙·托拉爾巴，90歲，西班牙足球運動員。
- Annes Varjun，78歲，蘇聯愛沙尼亞陶藝家。
- 格林頓一世·I·威爾，83歲，美國圖書管理員。
- 托尼·賴特（Tony Wright），60歲，英國演員。

### 7日
- 勞埃德·布拉德菲爾德（Lloyd M. Bradfield），85歲，美式橄欖球和籃球教練。
- 詹姆斯·菲弗，55歲，美國奧運賽艇運動員（1956年）。
- 喬治·哈爾布特（Georges Halbout），90歲，法國雕塑家。
- 布魯克斯·霍爾德，71歲，美國棒球運動員。
- Jan Kavan，81歲，捷克雕塑家。
- 莫裡斯·利普西（Morice Lipsi），88歲，法國雕塑家。
- 拉爾夫·皮克福德（Ralph Pickford），83歲，英國心理學家。
- Pilloo Pochkhanawala，63歲，印度雕塑家，癌症。
- 薩拉·薩迪科娃，79歲，蘇聯女演員和歌手。
- Taungpulu Kaba-Aye Sayadaw，89歲，緬甸佛教僧侶。

### 8日
- 哈羅德·阿博特（Harold Abbott），79歲，澳大利亞畫家。
- 安東尼·特納·安德列森（Anthony Turner Andreasen），79歲，英國外科醫生。
- 哈裡·弗雷德里克·貝克（Harry Frederick Baker），81歲，澳大利亞飛行員和摩托車賽車手。
- 湯瑪斯·伯羅（Thomas Burrow），76歲，英國印度學家。
- F·柯蒂斯·坎菲爾德，82歲，美國戲劇導演。
- 艾爾莎·吉德洛（Elsa Gidlow），87歲，英國出生的加拿大裔美國作家。
- 弗农·哈顿（Vernon Loton），80歲，澳大利亞板球運動員。
- 愛德華·蒙哥馬利（Edward Montgomery），79歲，澳大利亞政治家。

### 9日
- 阿纳尔多·本费纳蒂（Arnaldo Benfenati），62歲，義大利賽車手。
- 瑪蒂爾德·迪亞斯·貝萊斯，86歲，阿根廷慈善家。
- 伊洛娜·哈裡瑪（Ilona Harima），75歲，芬蘭藝術家。
- 埃德溫·庫（Edwin Kuh），61歲，美國經濟學家。[11]
- 恩斯特·佩施（Ernst Peschl），79歲，德國數學家。
- 米爾頓·裡奇曼（Milton Richman），64歲，美國體育記者，心臟病發作。[12]
- 卡爾·斯凱特（Karl Skytte），78歲，丹麥政治家。
- 托尼·斯塔瑟（Tony Starcer），66歲，美國士兵和藝術家。
- 格蘭·威廉姆斯，74歲，英國漫畫家。

### 10日
- 埃米利奧·德洛斯桑托斯，82歲，多明尼加政治家，總統（1963年）。
- 弗蘭克·黑爾，79-81歲，美國女演員。
- 梅爾·米勒，67歲，美國作家。
- 埃德加·彼得森（Edgar Petersen），82歲，德國戰鬥機飛行員。
- Louis Risacher，91歲，法國飛行王牌。
- 愛德華·薩加林（Edward Sagarin），72歲，美國社會學家，心臟病發作。
- 迪克·苏迪曼，64歲，印尼羽毛球運動員。
- 鄧尼斯·湯普森（Dennis Thompson），61歲，英國足球運動員。
- 雷金納德·勞森·沃特菲爾德，86歲，英國天文學家。
- 威廉·C·懷特（William C. White），89歲，美式橄欖球教練。
- 撒母耳·扎伯（Samuel Zauber），85歲，羅馬尼亞足球運動員。

### 11日
- 詹姆斯·阿姆斯特（James Amster），77歲，美國室內裝飾師，白血病。
- 切斯利·博內斯特爾，98歲，美國畫家。[13]
- 瑪律坎托尼奧·布拉加丁，79歲，義大利海軍上將。
- 波特·查爾斯頓，82歲，美國棒球運動員。
- 弗蘭克·考辛斯（Frank Cousins），81歲，英國政治家，國會議員（1965-1966）。
- 裡德·德·盧昂，69歲，美國演員和編劇。
- 阿爾弗雷德·古爾德（Alfred Goulder），78歲，英國板球運動員。
- 約翰·金澤（John J. Kinzer），95歲，美國政治家。
- Robert K. Ottum，61歲，美國體育記者，癌症。
- 吉姆·特魯曼（Jim Trueman），51歲，美國商人和賽車隊老闆，結腸癌。[14]

### 12日
- 傑基·伯恩斯（Jackie Burns），79歲，英國足球運動員。
- Pierce H. Deamer Jr.，79歲，美國政治家，新澤西州參議院議員（1962-1966）。
- 哈裡·漢森（Harry Hanson），85歲，瑞典奧林匹克帆船運動員（1928年）。
- 愛德華·亨德森（Edward Henderson），76歲，英國聖公會主教。
- 哈裡·霍頓，85歲，英國奧林匹克運動員（1924年，1928年）。
- 茲德涅克·庫貝克，72歲，捷克田徑運動員。
- 傑弗里·拉斐爾（Geoffrey Raphael），76歲，英國板球運動員。
- 納布亞·拉蒂塔（Naboua Ratieta），48歲，基里巴斯政治家。
- 威廉·拜倫·拉姆福德，78歲，美國政治家。
- Seonu Hwi，64歲，韓國小說家。
- 巴茲爾·斯內爾（Basil Snell），79歲，英國聖公會主教。
- 默里·范·瓦格納，88歲，美國政治家，密歇根州州長（1941-1943）。[15]
- 約翰·史蒂文·沃森（John Steven Watson），70歲，英國歷史學家和學術行政人員。

### 13日
- 弗蘭克·阿布魯齊諾，78歲，美式足球運動員。
- R·賓托羅，61歲，印尼將軍。
- 尤金·布羅達根（Eugene Brodhagen），68歲，美式橄欖球和摔跤教練。
- 威爾弗裡德·埃格爾斯頓（Wilfrid Eggleston），85歲，英裔加拿大記者。
- 吉姆·費里爾（Jim Ferrier），71歲，澳大利亞裔美國高爾夫球手。[16]
- 本尼·古德曼（Benny Goodman），77歲，美國樂隊領隊和搖擺音樂家，心臟病發作。[17]
- 達娜·麥克萊恩·格裡利（Dana McLean Greeley），77歲，美國一神論領袖。
- Harlan N. Hartness，88歲，美國將軍。[18]
- 約翰·傑羅姆·希爾，67歲，美國政治家。
- 湯姆·克洛澤，68歲，澳大利亞板球運動員。
- 迪恩·裡德（Dean Reed），47歲，美國東德歌手和演員，溺水身亡。[19]
- Ulla Strömstedt，46歲，瑞典女演員。
- 卡爾·韋格納（Carl O. Wegner），88歲，美國政治家。
- 亞當·亞琴達，70歲，美國政治顧問和報紙出版商。

### 14日
- 迪米特裡耶·波格丹諾維奇，55歲，南斯拉夫歷史學家。
- Jaap Boot，83歲，荷蘭奧林匹克運動員（1924年）。
- 豪尔赫·路易斯·博尔赫斯（Jorge Luis Borges），86歲，阿根廷作家，肝癌。[20]
- Mushy Callahan，80歲，美國拳擊手。
- 詹姆斯·卡利莫爾（James A. Cullimore），80歲，美國摩門教領袖。
- 約翰·戴利，80歲，英國板球運動員。
- 瓊·艾爾斯（Joan Eyles），78歲，英國地質學家。
- 本·菲爾德，85歲，美國小說家。
- 大衛·卡爾斯通，52-53歲，美國文學評論家，愛滋病。
- 金寿根，55歲，韓國建築師。
- 艾倫·傑伊·勒納（Alan Jay Lerner），67歲，美國作詞人，肺癌。[21]
- 鄧尼斯·麥格拉思（Denis McGrath），75歲，紐西蘭政治家和律師。
- 諾伯特·納特爾曼（Norbert Nuttelman），75歲，美國政治家。
- 乔治·佩利尼，62歲，義大利奧運會擊劍運動員（1948年，1952年）。
- 馬林·帕金斯（Marlin Perkins），81歲，美國動物學家（野生王國），淋巴癌。[22]
- 小羅伯特·普雷斯內爾（Robert Presnell Jr.），71歲，美國編劇。
- 塞蒂米奧·西蒙尼尼（Settimio Simonini），72歲，義大利賽車手。
- Karl Söllner，83歲，奧地利裔美國化學家。
- 安東尼·斯皮洛特羅（Anthony Spilotro），48歲，美國黑幫，鈍器外傷。
- 邁克爾·斯皮洛特羅（Michael Spilotro），41歲，美國黑幫，鈍器外傷。

### 15日
- 崔龍述，81歲，韓國武術家，八段道創始人。
- 弗蘭克·狄更斯（Frank Dickens），86歲，英國生物化學家。
- 弗朗西斯·加爾蒂埃，79歲，法國奧運短跑運動員（1924年）。
- Sambhu Ghosh，59歲，印度政治家。
- 威利·霍爾（Willie Hoel），65歲，挪威演員。
- 威廉·霍華德·梅利什（William Howard Melish），76歲，美國社會領袖和聖公會牧師。[23]
- 奧托·拉斯曼（Otto Rathsman），68歲，瑞典外交官。
- Walter V. Schaefer，81歲，美國法學家。
- 維爾納·斯特雷布（Werner Streib），75歲，德國飛行王牌。
- 凱基·塔拉波爾（Keki Tarapore），75歲，印度板球運動員。
- 里尼·鄧普頓（Rini Templeton），50歲，美國藝術家。
- 唐納德·泰，73歲，美國棒球運動員。

### 16日
- 克利斯蒂安·貝拉克，62歲，法國政治家。
- 丹尼·克萊普頓，51歲，英國足球運動員。
- 戴安娜·庫珀夫人（Lady Diana Cooper），93歲，英國女演員和貴族。[24]
- 莫里斯·迪吕弗莱，84歲，法國作曲家。[25]
- 喬·格林（Joe Greene），71歲，美國詞曲作者，腎功能衰竭。
- 約翰·海耶斯（John Hayes），88歲，澳大利亞政治家。
- 萊昂·利彭斯（Léon Lippens），74歲，比利時博物學家。
- Erlendur Patursson，72歲，法羅群島政治家。
- 喬治·皮爾斯（George Pearce），77歲，英國板球運動員。
- 胡安欽·拉米雷斯，80歲，波多黎各音樂家。
- 路易莎·薩拉（Luisa Sala），62歲，西班牙女演員，窒息。
- 喬金德·森，81歲，印度政治家和外交官。

### 17日
- 阿納哈雷奧，79歲，加拿大動物權利活動家。
- 威廉·阿塔韋，74歲，美國作家，心力衰竭。
- 萊昂納多·博爾赫斯，81歲，義大利畫家。
- 普林克·卡利森，86歲，美式橄欖球運動員和教練。
- 小愛德華·弗朗西斯·卡瓦納（Edward Francis Cavanagh Jr.），79歲，美國消防員。
- 里克·康坎農（Rick Concannon），78歲，美式橄欖球運動員。
- 泰德·肯特（Ted J. Kent），84歲，美國電影剪輯師。
- 德西德里奧·梅迪納，66歲，智利足球運動員。
- 吉伯特·雷恩斯（Gilbert Raynes），82歲，英國奧林匹克體操運動員（1928年）。
- 費利佩·羅薩斯，76歲，墨西哥足球運動員。
- 凱特·史密斯（Kate Smith），79歲，美國歌手，呼吸驟停。[26]
- 約瑟夫·斯通，斯通男爵，83歲，英國醫生。
- 哈羅德·特裡布爾（Harold W. Tribble），86歲，美國學術行政人員。
- 阿奇·伍德，60歲，蘇格蘭足球運動員。
- 多明戈·扎爾杜阿，82歲，西班牙足球運動員。

### 18日
- 阿爾伯特·安德森（Albert Anderson），78歲，北愛爾蘭政治家。
- Ara Bekaryan，73歲，蘇聯亞美尼亞畫家。
- 弗朗西斯·斯科特·菲茨傑拉德，64歲，美國作家，喉癌。[27]
- 沃爾特·吉伯特（Walter Gilbert），87歲，加拿大裔美國飛行員。
- 索尼婭·詹森，90歲，瑞典奧運游泳運動員（1912年）。
- 西德尼·朗斯（Sidney Lens），74歲，美國政治活動家和作家，黑色素瘤。
- Khandavalli Lakshmi Ranjanam，78歲，印度作家。
- Floyd Van Nest Schultz，75歲，美國電氣工程師。
- 弗雷德里克·斯賓塞（Frederick Spence），84歲，南非板球運動員。
- 查理斯·特威格，93歲，英國出生的南非板球運動員。
- 傑克·瓦格納，81歲，英國板球運動員。

### 19日
- 本托特，65歲，菲律賓喜劇演員，心力衰竭。
- Len Bias，22歲，美國籃球運動員，海洛因過量。
- 林德利·博思韋爾（Lindley Bothwell），84歲，美國農學家。
- Coluche，41歲，法國喜劇演員和演員，交通事故。[28]
- 納爾遜·克魯克香克（Nelson Cruikshank），83歲，美國勞工活動家。
- 安東尼奧·迪亞斯·馬丁內斯，53歲，秘魯共產黨活動家，被槍殺。
- 利迪亞·海因德羅娃，76歲，蘇聯詩人。
- 松田龍一，65歲，日本昆蟲學家。
- Paulina Radziulytė，81歲，蘇聯立陶宛裔美國籃球運動員和奧運會選手（1928年）。
- 儒勒·讓·拉威爾（Jules-Jean Ravel），85歲，法國政治家。
- Norb Sacksteder，90歲，美式足球運動員。
- 鄧肇堅，85歲，香港商人及慈善家。
- 羅納德·湯普森（Ronald L. Thompson），86歲，美國政治家。
- 阿爾弗雷德·瓦格茨，93歲，德裔美國歷史學家和詩人。
- 威廉·休·韋伯斯特，76歲，英國板球運動員。

### 20日
- Peter Boughey，74歲，英國特工。
- H.G.科克倫，62歲，美國監獄長和政治家。
- 大衛·維維安·柯里（David Vivian Currie），73歲，加拿大士兵。
- 帕迪尤卡公爵，85歲，美國喜劇演員和班卓琴演奏家。[29]
- 裘莉·鄧肯（Julie Duncan），67歲，美國女演員。
- 理查·艾布納，90歲，奧地利演員。
- 約瑟夫·福勒（Joseph Forer），75歲，美國律師。
- 蒂姆·赫伯特（Tim Herbert），71歲，美國演員，心臟病發作。
- 羅伊·謝潑德（Roy Shepherd），78-79歲，澳大利亞鋼琴家。
- 威斯·阿爾弗雷德·皮埃爾·斯密特，82歲，荷蘭詩人和文學史家。
- 塞派什·贝洛，82歲，匈牙利奧運會滑雪運動員（1924年，1928年）。
- 威廉·霍勒斯·泰勒（William Horace Taylor），96歲，加拿大政治家，國會議員（1926-1945）。

### 21日
- 伊萬·佈雷寧，89歲，蘇聯將軍。
- Cathal Coughlan，48歲，愛爾蘭政治家，TD（自1983年起）。
- 羅傑·德雷頓（Roger Drayton），61歲，紐西蘭政治家，國會議員（1969-1978）。
- Lloyd Espenschied，97歲，美國電氣工程師。[30]
- 喬治·加羅（Georges Garreau），83歲，法國奧林匹克跳水運動員（1924年）。
- 奧地利瑪格麗莎大公夫人，92歲，奧地利皇室。
- Helge Miettunen，69歲，芬蘭政治家。
- 赫爾穆特·佩特裡（Helmut Petri），78歲，德國人類學家。
- 阿尼·波托卡雷羅（Arnie Portocarrero），54歲，美國棒球運動員。
- 阿西·拉赫巴尼（Assi Rahbani），63歲，黎巴嫩音樂家。

### 22日
- 瑪麗·安德森（Mary Anderson），88歲，美國女演員。
- 阿爾菲斯·迪恩（Alpheus Deane），69歲，美國棒球運動員。
- Joséphine Thérèse Koster，83歲，荷蘭植物學家。
- Urban Odson，67歲，美式足球運動員。
- 威廉·斯科特（William J. Scott），59歲，美國政治家，心臟病發作。[31]
- Luciano Sderci，61歲，義大利小提琴製造商。
- 魯弗斯·斯托克斯（Rufus Stokes），61歲，美國機械師和發明家，間皮瘤。
- 馬丁·桑頓（Martin Thornton），70歲，英國神學家。
- 寶琳·文森（Pauline Vinson），70歲，美國藝術家。
- 羅伯特·F·楊（Robert F. Young），71歲，美國科幻作家。

### 23日
- 傑拉爾丁·阿維斯（Geraldine Aves），87歲，英國公務員和社會改革主義者。
- 瑪律科·切萊博諾維奇，83歲，南斯拉夫畫家。
- 雷纳托·德圣祖阿内，61歲，義大利奧運會水球運動員（1952年）。
- 阿爾弗雷德·保羅·多揚（Alfred Paul Dorjahn），91歲，美國古典主義者。
- 摩西·芬利爵士，74歲，美國出生的英國古典學者，中風。[32]
- Jerzy Putrament，75歲，波蘭作家和政治家。
- 查理斯·裡奇·羅素（Charles Ritchie Russell），基洛文男爵羅素（Baron Russell of Killowen），78歲，英國法學家。
- Kåre Siem，72歲，挪威音樂家。
- 奈傑爾·斯托克，66歲，英國演員。[33]

### 24日
- 米卡·安蒂奇，54歲，南斯拉夫電影導演和詩人。
- 莉莉安·巴拉德（Liliane Barrard），37-38歲，法國登山者，缺氧。
- 莫裡斯·巴拉德（Maurice Barrard），44-45歲，法國登山者，缺氧。
- Tove Birkelund，57歲，丹麥地質學家。
- Ray Bomba，79歲，美國聲音剪輯師。
- Sidney M. Cadwell，93歲，美國聚合物科學家。
- 埃爾伍德·恩格爾（Elwood Engel），69歲，美國汽車設計師。
- 湯瑪斯·菲茨派翠克（Thomas M. Fitzpatrick），95歲，美式橄欖球和籃球運動員兼教練。
- 洛伊·漢寧（Loy Hanning），68歲，美國棒球運動員。
- 喬治·豪（George Howe），86歲，英國演員。
- 揚·克羅納（Ján Kroner），59歲，捷克斯洛伐克演員。
- 傑西·馬塞爾（Jesse Marcel），79歲，美國空軍上校，羅斯威爾事件調查員。
- Ximena McGlashan，92歲，美國昆蟲學家。
- Lodovico Rocca，90歲，義大利作曲家。
- 安娜貝爾·特休恩（Annabelle Terhune），82歲，美國記者。
- 雷克斯·華納（Rex Warner），81歲，英國古典主義者。
- 鄧尼斯·齊亞迪（Dennis Ziadie），39歲，牙買加足球運動員，交通事故。

### 25日
- 勞里·菲什洛克（Laurie Fishlock），79歲，英國板球運動員。
- 弗朗西斯·加爾佈雷思（Francis J. Galbraith），72歲，美國外交官。
- 卡齐米日·格佐夫斯基，84歲，波蘭奧林匹克馬術運動員（1928年）。
- Gwilym Kessey，67歲，澳大利亞板球運動員。
- A.J.洛克哈特，88歲，美國棒球運動員。
- 加布里埃爾·洛澤斯（Gabriel Lozès），68歲，貝南政治家、外交官和醫生。
- 克拉倫斯·米切爾（Clarence C. Mitchell），89歲，美國政治家。
- 萊因霍爾德·明岑貝格，77歲，德國足球運動員。
- 伊萬·薩博利奇，64歲，南斯拉夫雕塑家。
- 瑪麗·威爾士，89歲，英國軍人。

### 26日
- 桑福德·布朗，77歲，美國政治家。
- Aimé Deolet，80歲，比利時賽車手。
- 龚祖同，81歲，中國光學物理學家。
- 威廉·洛夫洛克，87歲，英國作曲家。
- 前川国男，81歲，日本建築師。
- 埃德·莫林斯基（Ed Molinski），68歲，美式足球運動員。
- 喬克·帕根爵士，72歲，澳大利亞政治家和商人。
- Sid Plunkett，65歲，英國足球運動員。
- 斯圖爾特·普勞德富特（Stewart W. Proudfoot），77歲，加拿大政治家。
- 露絲·羅奇（Ruth Roach），89-90歲，美國牛仔競技馬術。
- 查理斯·羅傑斯（Charles Rogers），84歲，美式橄欖球運動員和教練。
- 高井貞二，75歲，日本畫家。
- Väino Tamm，55歲，蘇聯愛沙尼亞室內設計師。
- Seif el-Din el-Zoubi，72-73歲，以色列政治家。

### 27日
- 內莉·韋爾登·科克羅夫特，100歲，美國作曲家。
- 埃德娜·梅·庫珀（Edna Mae Cooper），85歲，美國女演員。
- 佐爾坦·加爾多尼，80歲，匈牙利作曲家。
- 查理斯·喬丹，71歲，加拿大歌手。
- 喬·馬菲斯（Joe Maphis），65歲，美國吉他手，肺癌。
- 喬克·麥克諾頓（Jock McNaughton），74歲，蘇格蘭足球運動員。
- 比尔·米勒，50歲，澳大利亞足球運動員。
- 唐·羅傑斯（Don Rogers），23歲，美式足球運動員，可卡因過量。
- Albert Wiesener，84歲，挪威律師。

### 28日
- Pearly Brown，70歲，美國歌手和吉他手。
- 哈吉·穆罕默德·達內什（Haji Mohammad Danesh），86歲，孟加拉國政治家。
- Gilberte Géniat，70歲，法國女演員。
- 伊馮娜·哈基姆-林佩爾（Yvonne Hakim-Rimpel），79-80歲，海地記者和女權主義者，心臟病發作。
- 弗蘭克·朱維特（Frank Jewett），69歲，美國奧林匹克帆船運動員（1936年）。
- 瑪喬麗·圖伊特（Marjorie Tuite），63歲，美國社會活動家，胰腺癌。

### 29日
- 湯瑪斯·奧爾布賴特，76歲，美國棒球運動員。
- 馬里奧·阿馬亞（Mario Amaya），52歲，美國博物館館長，愛滋病。
- 拉科·博德拉（Lako Bodra），66歲，印度作家和語言學家。
- 傑克·克利斯蒂安森，57歲，美式足球運動員。[34]
- 沃爾特·克雷格（Walter Early Craig），77歲，美國法學家。
- 羅伯特·德里瓦斯，50歲，美國演員，愛滋病。[35]
- 約翰·波特·伊斯特，55歲，美國政治家，美國參議院議員（自1981年起），一氧化碳中毒自殺。
- Dusolina Giannini，83歲，美籍瑞士歌手。
- 克雷爾·格裡森（Clair L. Gleason），63歲，美國大學體育教練。
- 蒂科·耶利薩維奇，56-57歲，南斯拉夫足球運動員和教練。
- 溫德爾·凱（Wendell P. Kay），72歲，美國政治家。
- 厄爾·蘭德格雷布，70歲，美國政治家，美國眾議院議員（1969-1975），心臟病發作。[36]
- 愛德華·麥克亞瑟（Edward D. MacArthur），66歲，加拿大政治家。
- Kyaw Nyein，73歲，緬甸政治家。
- 丹·帕吉斯（Dan Pagis），55歲，以色列詩人，癌症。
- 德斯蒙德·龐德爵士（Sir Desmond Pond），66歲，英國精神病學家。
- 西迪庫爾·拉赫曼（Siddiqur Rahman），34歲，孟加拉國政治家。
- 羅伯特·萊德，78歲，英國政治家，國會議員（1950-1955）。
- Kenyon Taylor，78歲，英國電氣工程師。
- 克里夫·湯森德（Cliff Townshend），70歲，英國薩克斯管演奏家。
- 沃特·威廉姆斯，64歲，美國記者和小說家。
- 弗蘭克·懷斯（Frank Wise），89歲，澳大利亞政治家。

### 30日
- 費爾南多·安索拉，46歲，西班牙足球運動員。
- 傑克·貝弗裡奇，79歲，澳大利亞足球運動員。
- 皮埃爾·科斯坦蒂尼（Pierre Costantini），97歲，法國士兵和記者。
- Horst Förster，66歲，德國指揮家。
- 瑪格洛·吉爾莫爾（Margalo Gillmore），89歲，英國出生的美國女演員，癌症。[37]
- 關紫蘭，83歲，中國畫家。
- 羅曼·古爾，89歲，俄裔美國作家。
- 市田左右一，75歲，日本集郵家。
- 拉斯洛·萊凱（László Lékai），76歲，匈牙利羅馬天主教紅衣主教。[38]
- 毛里西奧·馬格達萊諾，80歲，墨西哥電影製片人。
- 瑪喬麗·馬修斯（Marjorie Matthews），70歲，美國衛理公會主教，乳腺癌。
- 胡安·阿爾貝托·蒙特斯（Juan Alberto Montes），83歲，阿根廷歷史學家。
- 艾裡斯·諾布爾（Iris Noble），64歲，加拿大裔美國傳記作家。
- 阿爾梅達·里德爾，87歲，美國歌手。
- 恩斯特·薩貝迪奇（Ernst Sabeditsch），66歲，奧地利足球運動員。